# Helsinki Open 2012
Die Helsinki Open 2012 fanden vom 8. bis zum 9. Dezember 2012 in Helsinki statt. Es war die sechste Austragung dieser internationalen Meisterschaften von Finnland im Badminton.

## Medaillengewinner
| Disziplin    | Gold                            | Silber                        | Bronze                         |
| ------------ | ------------------------------- | ----------------------------- | ------------------------------ |
| Herreneinzel | Ville Lång                      | Kalle Koljonen                | Kasper Lehikoinen              |
| Herreneinzel | Ville Lång                      | Kalle Koljonen                | Anton Kaisti                   |
| Dameneinzel  | Airi Mikkelä                    | Karoliina Latola              | Monika Radovska                |
| Dameneinzel  | Airi Mikkelä                    | Karoliina Latola              | Sonja Pekkola                  |
| Herrendoppel | Anton Kaisti Joonas Korhonen    | Oskari Larkimo Lauri Nuorteva | Mika Köngäs Oskari Saarinen    |
| Herrendoppel | Anton Kaisti Joonas Korhonen    | Oskari Larkimo Lauri Nuorteva | Miikka Karkaus Mika Koskenneva |
| Damendoppel  | Mathilda Lindholm Jenny Nyström | Sanni Rautala Riikka Sinkko   | Tuuli Härkönen Elina Niiranen  |
| Damendoppel  | Mathilda Lindholm Jenny Nyström | Sanni Rautala Riikka Sinkko   | Sonja Pekkola Monika Radovska  |
| Mixed        | Jenny Nyström Anton Kaisti      | Sanni Rautala Oskari Larkimo  | Airi Mikkelä Mika Koskenneva   |
| Mixed        | Jenny Nyström Anton Kaisti      | Sanni Rautala Oskari Larkimo  | Linnea Vainula Arttu Mähönen   |